# Chrysophyllum splendens
Chrysophyllum splendens är en tvåhjärtbladig växtart som beskrevs av Spreng.. Chrysophyllum splendens ingår i släktet Chrysophyllum och familjen Sapotaceae. IUCN kategoriserar arten globalt som sårbar. Inga underarter finns listade i Catalogue of Life.